# Laurits Larsen
Laurits Teodor Christian Larsen (ur. 8 kwietnia 1872 w Skelby, zm. 28 czerwca 1949 tamże) – duński strzelec, medalista olimpijski.
Dwukrotny uczestnik igrzysk olimpijskich (IO 1912, IO 1920). W Sztokholmie zdobył brązowy medal w drużynowych zawodach z karabinu dowolnego w trzech postawach z 300 m, uzyskując czwarty rezultat w reprezentacji Danii (skład zespołu: Niels Andersen, Jens Hajslund, Laurits Larsen, Niels Larsen, Lars Jørgen Madsen, Ole Olsen). Indywidualnie najwyższe miejsce osiągnął na igrzyskach w Antwerpii, zajmując wówczas 4. miejsce w pistolecie dowolnym z 50 m.

## Wyniki

### Igrzyska olimpijskie
| Igrzyska       | Konkurencja                                     | Wynik                                         | Miejsce | Źródło |
| -------------- | ----------------------------------------------- | --------------------------------------------- | ------- | ------ |
| Sztokholm 1912 | Karabin dowolny, trzy postawy, 300 m            | 894 pkt. (317–277–300)                        | 33      | [ 3 ]  |
| Sztokholm 1912 | Karabin dowolny, trzy postawy, 300 m, drużynowo | 5529 pkt. (druż.) 890 pkt. ind. (328–282–280) |         | [ 1 ]  |
| Sztokholm 1912 | Pistolet dowolny, 50 m                          | 432 pkt.                                      | 21      | [ 4 ]  |
| Antwerpia 1920 | Pistolet dowolny, 50 m                          | 475 pkt.                                      | 4       | [ 2 ]  |